# Первомайская (Курганская область)
Первомайская — деревня в Петуховском районе Курганской области. Входит в состав Октябрьского сельсовета.

## География
Расположена у озера Портное, в 2,5 км к юго-западу от города Петухово.

## Население
| 1989 | 2002 | 2010 |
| ---- | ---- | ---- |
| 75   | ↘40  | ↘34  |

Национальный состав
Согласно результатам Всероссийской переписи населения 2002 года, в национальной структуре населения русские составляли 100 %.